# Liivakünka
Koordinaten: 59° 15′ N, 27° 18′ O
Liivakünka ist ein Dorf (estnisch küla) in der Landgemeinde Alutaguse (bis 2017 Mäetaguse). Es liegt im Kreis Ida-Viru (Ost-Wierland) im Nordosten Estlands.
Das Dorf hat 17 Einwohner (Stand 1. Januar 2011). Es liegt nördlich des Hauptorts Mäetaguse.